# Jörn Söder
Jörn Söder (* 22. Oktober 1934 in Hamburg) ist ein Generalleutnant außer Dienst des Heeres der Bundeswehr.

## Leben

### Militärischer Werdegang
Söder war unter anderem Zugführer in Neumünster und Kompaniechef in Flensburg und Bad Segeberg. Von 1965 bis 1967 absolvierte er den 8. Generalstabslehrgang Heer an der Führungsakademie der Bundeswehr in Hamburg, wo er zum Offizier im Generalstabsdienst ausgebildet wurde. Darüber hinaus besuchte er das Staff College Camberley und das United States Army War College (USAWC) in Carlisle, Pennsylvania. Ab 1974 war er Leiter des Heereshauptverbindungsstabes 1 in Fort Monroe/Washington. Er war u. a. Kommandeur des Panzergrenadierbataillons 173 und wurde als Oberst am 1. April 1980 Kommandeur der Panzergrenadierbrigade 17 in Hamburg. Es folgte eine Verwendung als Stabsabteilungsleiter im Führungsstab der Streitkräfte (Fü S) in Bonn vom 1. April 1982 bis 31. März 1984, bevor er am 1. April 1984 Kommandeur der 7. Panzerdivision in Unna wurde. Genau zwei Jahre später, am 1. April 1986, wurde er Kommandeur der Führungsakademie der Bundeswehr in Hamburg. Nachdem er vom 1. April 1988 bis 31. März 1991 Kommandierender General des I. Korps in Münster war, war er 1991/92 stellvertretender Befehlshaber von Allied Command Baltic Approaches (BALTAP) in Karup (Dänemark) und zuletzt von 1992 bis 1995 Deutscher Militärischer Vertreter im NATO-Militärausschuss in Brüssel (Belgien). 1995 wurde er durch Verteidigungsminister Volker Rühe mit einem Großen Zapfenstreich verabschiedet.

### Sonstiges
Nach seiner Zurruhesetzung wurde Söder Mitglied im Aufsichtsrat der Hamburg Airport.
Söder ist verwitwet und Vater eines Kindes.